# Les Fiancés du Rhin
 (août 2016).
Si vous disposez d'ouvrages ou d'articles de référence ou si vous connaissez des sites web de qualité traitant du thème abordé ici, merci de compléter l'article en donnant les références utiles à sa vérifiabilité et en les liant à la section « Notes et références ».
Les Fiancés du Rhin est un roman de Marie-Bernadette Dupuy publié en 2010.

## Résumé
En 1928 à Ribeauvillé, Johann, viticulteur veuf, embauche et loge Clémence, veuve aussi. Elle a Nel, 9 ans. En 29 ils se marient. Elle a Franz en 35. Nel s'éprend de Hans, jeune intendant allemand du lycée puis ils se fiancent. En 9/39 Johann et Clémence partent à Périgueux. La mère de Johann enferme Nel, son amie Liesele est tuée et Hans disparaît. Johann repart mais Clémence apprend qu'il n'est pas rentré. Elle rentre et libère Nel. En 40 elle apprend que Johann est en Allemagne. Nel a Anna. Clémence est arrêtée. En 41 Nel fuit à Paris avec Rebecca, son accoucheuse. Elle revoit Hans, soldat nazi, et lui présente Anna. Rebecca est déportée. En 43 Hans devient résistant. Nel repart en Alsace. Elle retrouve Hans par hasard. En 8/44 il les installe à Troyes. En 45 elle retrouve Clémence à Paris et la ramène en Alsace. Hans revient avec Johann.